# Paratropus assmuthi
Paratropus assmuthi är en skalbaggsart som beskrevs av August Reichensperger 1925. Paratropus assmuthi ingår i släktet Paratropus och familjen stumpbaggar. Inga underarter finns listade i Catalogue of Life.